# علي جودت الأيوبي
علي جودت الأيوبي وهو أحد السياسيين العراقيين في عهد المملكة العراقية. وشغل منصب رئيس الوزراء في العراق ثلاث مرات للفترة من (1934 - 1935م)، ومن (1949 - 1950م)، وأخيراً في عام 1957م.

## ولادته ونشأته
ولد علي الأيوبي في الموصل عام 1886م، وكان من عائلة من أهل الموصل متوسطة الحال وأخذ لقبه من أسم جدهِ (أيوب)، ولقد لقبه باسم جدهِ بالأيوبي صديقه طه الهاشمي، وأسمه مركب على حال أسماء العوائل البغدادية (علي جودت)، ولقد درس بالمدرسة الرشدية في الموصل ثم قدم إلى بغداد، حيث كان في الخامسة عشرة من عمره فانضم إلى المدرسة الرشدية العسكرية ثم المدرسة الاعدادية العسكرية وبعدها سافر إلى إسطنبول ودخل المدرسة العسكرية وتخرج منها برتبة ضابط عام 1906.
وبعد تخرجهِ من المدرسة العسكرية في إسطنبول عاد إلى بغداد فعين مباشرة في دائرة الأركان في جيش بغداد، ولما عين ناظم باشا والياً على بغداد أسس مدرسة سماها مدرسة صغار الضباط، فأختير الأيوبي ليكون فيها معلماً. وفي أثناء الحرب العالمية الأولى خاض عدة معارك ثم وقع في أسر جيش الإنجليز في جبهة العراق عام 1915.
وبعد خروجه من الأسر عند قيام الثورة العربية تطوع للخدمة العسكرية فيها وسافر إلى الحجاز وخدم مع الأمير علي بن الحسين ثم التحق بجيش الأمير فيصل في العقبة، وكان أحد الضباط العرب في الجيش الشمالي الذين اشتركوا في القتال حتى دخول جيش العرب إلى دمشق وبعدها إلى حلب، وبعد استسلام الدولة العثمانية عين حاكماً عسكرياً لمدينتي حلب وحمص، خلال فترة قصيرة من حكم المملكة العربية السورية التي كانت أول مملكة عربية في سوريا خلال عهد الملك فيصل الأول، وبعد ذلك شغل منصب متصرف لواء في ألوية الحلة والنجف وكربلاء والموصل وديالى والبصرة، ثم وزير المالية ووزير الداخلية ووزير الخارجية والسفير العراقي لدى محكمة سانت جيمس والسفير في فرنسا وواشنطن حيث أسس أول سفارة عراقية في الولايات المتحدة.

## وفاته
بعد ثورة 14 تموز 1958 في العراق اتخذ من بيروت دار إقامة لهُ، وفيها كتب مذكراته التي نشرت عام 1967، وتوفى في بيروت في 3 مارس 1969م.